# Кастанья, Себастьяно
Себастьяно Кастанья (1868—1937) — итальянский сержант, военный инженер и архитектор, участник Первой итало-эфиопской войны. В битве при Адуа попал в плен и впоследствии был взят на государственную службу императором Менеликом II.

## Биография
Родился на Сицилии, в городе Айдоне, но с детства жил в Турине; получил военное инженерное образование и звание сержанта, с начала 1890-х годов участвовал в колонизации итальянцами Эритреи. В 1895 году был призван на фронт во время Первой итало-абиссинской войны, но после поражения итальянцев в битве при Адуа попал в плен к эфиопам. После пленения был представлен императору Эфиопии Менелику II, который, узнав о его строительном образовании, приказал ему подготовить проект и руководить строительством собора Святого Георгия в Аддис-Абебе, который по решению императора должен был строиться итальянскими военнопленными в честь победы Эфиопии в войне. Проделанная пленным итальянцем работа настолько сильно впечатлила Менелика, что он освободил Кастанью и предложил ему остаться в Эфиопии, перейдя на государственную службу. Кастанья согласился и стал в скором времени одним из самых уважаемых людей в стране, будучи назначенным на должность, соответствующую министру строительства в европейских государствах: его почтительно называли «белым инженером», он руководил строительством многих зданий в Аддис-Абебе и Эфиопии в целом, в том числе крупного монастыря и акведука в столице. Он женился на родственнице раса Дэсты, одного из самых знатных эфиопских придворных, и в браке с ней имел двух дочерей.
Кастанья продолжал успешно работать в Эфиопии и после смерти Менелика II, а последующие правители страны были очень хорошо к нему расположены; в частности, в правление Хайле Селассие I он руководил работами по строительству моста через Голубой Нил. Когда в 1935 году началась Вторая итало-эфиопская война, Кастанья внезапно объявил императору, что не может воевать против соотечественников, и попросил отпустить его к итальянцам, на что император согласился. Итальянские власти в Эритрее приняли его, а после оккупации ими в ходе войны почти всей страны к 1937 году использовали его авторитет для пропаганды коллаборационизма среди эфиопов. Во многих областях страны, однако, продолжались восстания, и Кастанья, свободно говоривший по-амхарски, отправился парламентёром к одной из них, но был схвачен и убит: повстанцы отрубили ему голову и подбросили её в мешке к одному из итальянских фортов.

## Память в истории
История Себастьяно Кастаньи в Европе, в отличие от Эфиопии, была полностью забыта до начала 2000-х годов (несмотря на наличие единственной публикации в Италии в 1970 году) и впоследствии называлась «историческим открытием»; в его родном городе Айдоне ныне одна из улиц носит его имя. В 2013 году на основе сохранившихся сведений о его жизни была написана опера.